# کلیسای سنت توماس، لایپزیگ
کلیسای سنت توماس (آلمانی: Thomaskirche) یک کلیسای لوتری در لایپزیگ آلمان است که نام آن با چند هنرمند نامدار آلمانی چون ریشارد واگنر، فلیکس مندلسون و به‌ویژه یوهان سباستیان باخ مرتبط است که از سال ۱۷۲۳ تا زمان مرگش در ۱۷۵۰ مدیر و رهبر موسیقی این کلیسا بود: 3, 5  و در همین‌جا دفن شد. همچنین مارتین لوتر در این کلیسا موعظه می‌گفت.
بنای فعلی کلیسا دست کم از قرن ۱۲ میلادی تا کنون در مکان فعلی بوده‌است و با معماری رمانسک ساخته شد: 2  اما
در سال ۱۳۵۵ میلادی به معماری گوتیک تغییر کرد. در دوران اصلاحات پروتستانی، این کلیسا از یک کلیسای کاتولیک به یک کلیسای لوتریانی مبدل شد و مارتین لوتر در این مکان سخنرانی و موعظه می‌گفت.
ولفگانگ آمادئوس موتسارت در سال ۱۷۸۹ به این کلیسا آمد و در آن ارگ نواخت. ریشارد واگنر در این کلیسا غسل تعمید داده شد.